# Хоробрі зайці
Хоробрі зайці (англ. Brave Bunnies) – анімаційний серіал, створений за оригінальною ідеєю українського креативного продакшена Glowberry та в ко-виробництві з  іспанською анімаційною студією Anima. Світова прем'єра відбулася 5 грудня 2020 року на телеканалі ПлюсПлюс.

## Сюжет
Надзвичайно допитливі та Хоробрі Зайці — братик і сестричка Боп і Бу вирушають в захопливу подорож Зайцесвітом разом з Мамою Заєю, Татом Заєм і чотирма Займалятами. Під час цієї подорожі на Хоробрих Зайців чекають відкриття, знайомства з новими друзями та неймовірні розваги. 

## Нагороди і прем'єри
Хоробрі зайці – один із проектів, що отримали найбільшу кількість переглядів в онлайн-бібліотеці «MIPJunior2020» за перший тиждень контент-маркету. Станом на березень 2021 року прем’єри серіалу пройшли в Австралії, Великій Британії, Ізраїлі, Латвії, Південній Кореї, Фінляндії, Італії та Україні. Протягом 2021 року заплановані релізи в понад 50 країнах світу. Перші ліцензійні іграшки «Brave Bunnies» побачать світ 2022 року (партнер «Spin Master»). Також 2022 року очікується світовий реліз тематичних книжок (у співпраці з «Penguin Random House», «DeA Libri»). 

## Творча команда
- Авторка ідеї та креативна продюсерка серіалу — Ольга Черепанова (Україна).
- Режисер серії — Тім Ференбах (Велика Британія).
- Автор сценарію — Джон ван Брюгген (Канада).
- Авторка візуального стилю й артдиректорка — Анна Сарвіра (Україна).
- Виконавчий продюсер — Сергій Молчанов (Україна).

## Партнери проєкту
- Глобальний дистрибутор контенту – оскароносна студія Aardman Animations [1] (Велика Британія).
- Ко-продакшн партнер – анімаційна студія Anima [2] (Іспанія).
- Ліцензійні майстер-агенти: Big Picture Licensing [3] (Велика Британія) та  La Panaderia Licensing & Marketing [4] (Мексика).
- Multiterritory паблішинг-партнер –  Penguin Random House [5] (Велика Британія).
- Глобальний Master Toy партнер  –  Spin Master [6] (Канада).
- Головний партнер в Україні –  FILM.UA Group [7].